# Patricia González Mota
Patricia González Mota, más conocida como Peque (Madrid, España, 3 de abril de 1987) es una futbolista española. Juega de ala y su equipo actual es el Alcorcón FSF de la Primera División de fútbol sala femenino de España. En el año 2019 estuvo nominada a mejor jugadora del mundo, donde acabó ocupando la cuarta posición, en el año 2016 acabó ocupando la tercera posición. En el año 2013 también estuvo nominada, en el 2020 y 2021 acabó en segunda posición. En el año 2022, fue elegida mejor jugadora del mundo.

## Trayectoria
Comenzó jugando en Navalafuente, después fichó por el Majadahonda, y en la temporada 2006-07 ficha por el Rioja FSF donde estuvo cinco años, en la 2011-12 se fue al Burela permaneciendo otros cinco años, en la temporada 2016-17 emigró a Italia donde permaneció dos años, el primer año en Sinnai y el segundo en el Cagliari. 

### Regreso a Burela
En la temporada 2018-19 volvió a CD Burela FS. El año 2019 fue especialmente bueno para la jugadora donde ha ganado la Eurocopa, la Copa de la Reina, la Supercopa y la Recopa, también ha sido elegida como la mejora jugadora de la liga en ese año.

## Selección nacional
Debutó en el 28 de marzo de 2009 con la selección española en un partido amistoso contra Países Bajos. Volvió con la selección en el año 2012 para jugar el Mundial de 2012 y desde entonces es habitual en las concentraciones habiendo jugado 4 mundiales. En el año 2018 jugó la fase de clasificación para el primera Eurocopa, y en 2019 participó en la Eurocopa de Portugal donde se proclamó campeona. En el año 2022 y 2023 volvió a ganar la Eurocopa.

## Estadísticas

### Clubes
Actualizado al último partido jugado el 29 de mayo de 2024.
| Club | Div.          | Temporada     | Liga  | Liga  | Liga       | Liga      | Copas nacionales(1) | Copas nacionales(1) | Copas nacionales(1) | Copas nacionales(1) | Torneos internacionales(2) | Torneos internacionales(2) | Torneos internacionales(2) | Torneos internacionales(2) | Total(3) | Total(3) | Total(3)   | Total(3)  |
| Club | Div.          | Temporada     | Part. | Goles | Amonestado | Expulsado | Part.               | Goles               | Amonestado          | Expulsado           | Part.                      | Goles                      | Amonestado                 | Expulsado                  | Part.    | Goles    | Amonestado | Expulsado |
| --- | ------------- | ------------- | ----- | ----- | ---------- | --------- | ------------------- | ------------------- | ------------------- | ------------------- | -------------------------- | -------------------------- | -------------------------- | -------------------------- | -------- | -------- | ---------- | --------- |
| Navalafuente FS · España |               |               |       |       |            |           |                     |                     |                     |                     |                            |                            |                            |                            |          |          |            |           |
| Aut. |               |               |       |       |            |           |                     |                     |                     |                     |                            |                            |                            |                            |          |          |            |           |
| |               | -             | -     | -     | -          | -         | -                   | -                   | -                   | -                   | -                          | -                          |                            | -                          | -        | -        |            |           |
| Total club | Total club    | -             | -     | -     | -          | -         | -                   | -                   | -                   | -                   | -                          | -                          | -                          | -                          | -        | -        | -          |           |
| Majadahonda FSF · España |               |               |       |       |            |           |                     |                     |                     |                     |                            |                            |                            |                            |          |          |            |           |
| 1.ª |               |               |       |       |            |           |                     |                     |                     |                     |                            |                            |                            |                            |          |          |            |           |
| 2005-06 | 29            | 30            | 2     | 0     | -          | -         | -                   | -                   | -                   | -                   | -                          | -                          | 29                         | 30                         | 2        | 0        |            |           |
| Total club | Total club    | 29            | 30    | 2     | 0          | -         | -                   | -                   | -                   | -                   | -                          | -                          | -                          | 29                         | 30       | 2        | 0          |           |
| FSF Rioja Diamante · España |               |               |       |       |            |           |                     |                     |                     |                     |                            |                            |                            |                            |          |          |            |           |
| 1.ª |               |               |       |       |            |           |                     |                     |                     |                     |                            |                            |                            |                            |          |          |            |           |
| 2006-07 | 29            | 15            | 0     | 0     | 2          | 1         | 0                   | 0                   | -                   | -                   | -                          | -                          | 31                         | 16                         | 0        | 0        |            |           |
| 2007-08 | 28            | 16            | 4     | 0     | -          | -         | -                   | -                   | -                   | -                   | -                          | -                          | 28                         | 16                         | 4        | 0        |            |           |
| 2008-09 | 30            | 38            | 9     | 0     | 2          | 2         | 1                   | 0                   | -                   | -                   | -                          | -                          | 32                         | 40                         | 10       | 0        |            |           |
| 2009-10 | 31            | 39            | 6     | 0     | 1          | 0         | 1                   | 0                   | -                   | -                   | -                          | -                          | 32                         | 39                         | 7        | 0        |            |           |
| 2010-11* | 24            | 25            | 7     | 0     | 3          | 1         | 0                   | 0                   | -                   | -                   | -                          | -                          | 27                         | 26                         | 7        | 0        |            |           |
| Total club | Total club    | 142           | 133   | 26    | 0          | 8         | 4                   | 2                   | 0                   | -                   | -                          | -                          | -                          | 150                        | 137      | 28       | 0          |           |
| CD Burela FS · España |               |               |       |       |            |           |                     |                     |                     |                     |                            |                            |                            |                            |          |          |            |           |
| 1.ª |               |               |       |       |            |           |                     |                     |                     |                     |                            |                            |                            |                            |          |          |            |           |
| 2011-12 | 26            | 14            | 5     | 0     | 2          | 2         | 1                   | 0                   | -                   | -                   | -                          | -                          | 28                         | 16                         | 6        | 0        |            |           |
| 2012-13 | 28            | 28            | 4     | 0     | 3          | 2         | 0                   | 0                   | -                   | -                   | -                          | -                          | 31                         | 30                         | 4        | 0        |            |           |
| 2013-14 | 30            | 43            | 4     | 0     | 3          | 2         | 2                   | 0                   | -                   | -                   | -                          | -                          | 33                         | 45                         | 6        | 0        |            |           |
| 2014-15 | 29            | 30            | 5     | 0     | 2          | 2         | 1                   | 0                   | -                   | -                   | -                          | -                          | 31                         | 32                         | 6        | 0        |            |           |
| 2015-16 | 29            | 30            | 3     | 0     | 4          | 2         | 0                   | 0                   | -                   | -                   | -                          | -                          | 33                         | 32                         | 3        | 0        |            |           |
| Total club | Total club    | 142           | 145   | 21    | 0          | 14        | 10                  | 4                   | 0                   | -                   | -                          | -                          | -                          | 156                        | 155      | 25       | 0          |           |
| Ichussa Sinnai · Italia |               |               |       |       |            |           |                     |                     |                     |                     |                            |                            |                            |                            |          |          |            |           |
| 1.ª |               |               |       |       |            |           |                     |                     |                     |                     |                            |                            |                            |                            |          |          |            |           |
| 2016-17 | 26            | 28            | 1     | 0     | 3          | 1         | 0                   | 0                   | -                   | -                   | -                          | -                          | 29                         | 29                         | 1        | 0        |            |           |
| Total club | Total club    | 26            | 28    | 1     | 0          | 3         | 1                   | 0                   | 0                   | -                   | -                          | -                          | -                          | 29                         | 29       | 1        | 0          |           |
| FF Cagliari · Italia |               |               |       |       |            |           |                     |                     |                     |                     |                            |                            |                            |                            |          |          |            |           |
| 1.ª |               |               |       |       |            |           |                     |                     |                     |                     |                            |                            |                            |                            |          |          |            |           |
| 2017-18 | 30            | 29            | 5     | 0     | 3          | 3         | 1                   | 0                   | -                   | -                   | -                          | -                          | 33                         | 32                         | 6        | 0        |            |           |
| Total club | Total club    | 30            | 29    | 5     | 0          | 3         | 3                   | 1                   | 0                   | -                   | -                          | -                          | -                          | 33                         | 32       | 6        | 0          |           |
| CD Burela FS · España |               |               |       |       |            |           |                     |                     |                     |                     |                            |                            |                            |                            |          |          |            |           |
| 1.ª |               |               |       |       |            |           |                     |                     |                     |                     |                            |                            |                            |                            |          |          |            |           |
| 2018-19 | 25            | 23            | 3     | 0     | 3          | 7         | 1                   | 0                   | -                   | -                   | -                          | -                          | 28                         | 30                         | 4        | 0        |            |           |
| 2019-20 | 21            | 18            | 5     | 0     | 4          | 0         | 0                   | 0                   | 2                   | 3                   | -                          | -                          | 27                         | 21                         | 5        | 0        |            |           |
| 2020-21 | 21            | 17            | 6     | 0     | 6          | 3         | 0                   | 0                   | -                   | -                   | -                          | -                          | 27                         | 20                         | 6        | 0        |            |           |
| 2021-22 | 21            | 11            | 0     | 0     | 6          | 4         | 0                   | 0                   | -                   | -                   | -                          | -                          | 26                         | 15                         | 0        | 0        |            |           |
| 2022-23 | 28            | 21            | 3     | 0     | 7          | 9         | 3                   | 0                   | -                   | -                   | -                          | -                          | 35                         | 30                         | 6        | 0        |            |           |
| Total club | Total club    | 116           | 90    | 17    | 0          | 26        | 23                  | 4                   | 0                   | 2                   | 3                          | -                          | -                          | 144                        | 116      | 21       | 0          |           |
| AD Alcorcón · España |               |               |       |       |            |           |                     |                     |                     |                     |                            |                            |                            |                            |          |          |            |           |
| 1.ª |               |               |       |       |            |           |                     |                     |                     |                     |                            |                            |                            |                            |          |          |            |           |
| 2023-24 | 28            | 11            | 4     | 1     | 4          | 1         | 0                   | 0                   | -                   | -                   | -                          | -                          | 32                         | 12                         | 4        | 1        |            |           |
| Total club | Total club    | 28            | 11    | 4     | 1          | 4         | 1                   | 0                   | 0                   | -                   | -                          | -                          | -                          | 32                         | 12       | 4        | 1          |           |
| Total carrera | Total carrera | Total carrera | 513   | 466   | 76         | 1         | 58                  | 42                  | 11                  | 0                   | 2                          | 3                          | -                          | -                          | 573      | 511      | 87         | 1         |
| (1) Incluye datos de Copa / Supercopa. (2) Incluye datos de Campeonato de Europa de Clubes, Recopa y Copa Intercontinental. (3) No incluye datos de partidos amistosos. |               |               |       |       |            |           |                     |                     |                     |                     |                            |                            |                            |                            |          |          |            |           |

Nota: En la temporada 2010-11 faltan por comprobar 4 jornadas

## Palmarés y distinciones
- Eurocopa:

 2019
 2022
 2023
- Liga española: 5

2012-13, 2015-16, 2019-20 y 2020-21 y 2022-23
- Copa de España: 6

2013, 2019, 2020 y 2021, 2022 y 2023.
- Supercopa de España: 4

2015, 2019, 2020 y 2021.
- Campeonato de Europa de Clubes de fútbol sala femenino: 1

2021
- Recopa: 1

2019
- Futsal Awards (como mejor jugadora): 1

2022.